# Krzysztof (Pulec)
Krzysztof, imię świeckie Radim Pulec (ur. 29 czerwca 1953 w Pradze) – prawosławny metropolita Ziem Czeskich i Słowacji.

## Życiorys
Święcenia diakońskie i kapłańskie przyjął w 1974. Służył w soborze Świętych Cyryla i Metodego w Pradze. Studiował teologię husycką w Pradze. Ostatecznie ukończył studia na Wydziale Teologicznym Uniwersytetu w Preszowie (1979), a następnie Moskiewską Akademię Teologiczną (1984). W 1987 uzyskał doktorat na Wydziale Filozofii Uniwersytetu w Atenach. Zna języki rosyjski, grecki, niemiecki i angielski.
Przed wstąpieniem do stanu mniszego miał dwie córki. W 1985 złożył śluby monastyczne w ławrze Troicko-Siergijewskiej w Zagorsku koło Moskwy. W 1987 w soborze w Pradze podniesiony do godności archimandryty.
W 1988 odbyła się jego chirotonia na biskupa ołumuniecko-brneńskiego. Od 2000 był arcybiskupem praskim i ziem czeskich. W 2006, po śmierci metropolity Mikołaja, objął urząd metropolity ziem czeskich i słowackich, zostając tym samym piątym zwierzchnikiem Cerkwi Prawosławnej Ziem Czeskich i Słowacji od czasu przyznania jej autokefalii w 1951 roku.
W kwietniu 2013 metropolita Krzysztof został suspendowany przez Synod Kościoła Prawosławnego Czech i Słowacji z powodu wysuwanych pod jego adresem oskarżeń o złamanie ślubu czystości poprzez utrzymywanie związków z kilkoma kobietami; ze związków tych przyjść miało na świat dziesięcioro dzieci. Zapowiedziano wówczas, że jeśli duchowny do połowy maja nie dostarczy dowodów swojej niewinności, zostanie postawiony przed sądem duchownym. Hierarcha twierdził, że oskarżenia są bezpodstawne. 12 kwietnia 2013 metropolita Krzysztof dobrowolnie zrezygnował z urzędu. Jako przyczynę podał chęć zachowania jedności Cerkwi. Duchowny miał zamieszkać w monasterze Przemienienia Pańskiego w Tešovie, zachowując tytuł arcybiskupa w stanie spoczynku. Zapowiedział, że zajmie się działalnością pedagogiczną.
19 kwietnia 2013 locum tenens Kościoła Czech i Słowacji biskup ołomuniecko-brneński Symeon podał, iż kobieta oskarżająca metropolitę o romans wycofała się ze swoich twierdzeń. Część wiernych rozpoczęła zbiórkę podpisów pod petycją z prośbą o przywrócenie duchownego na sprawowany wcześniej urząd, jednak, jak twierdzi kanclerz eparchii archimandryta Marek (Krupica), nie jest to możliwe, gdyż wobec metropolity Krzysztofa wysunięto, oprócz powszechnie znanych, także inne zarzuty. 29 maja 2013 Synod Kościoła poinformował, że metropolita Krzysztof nie weźmie udziału w wyborach nowego zwierzchnika Kościoła. Ostatecznie w styczniu 2014 na czele Kościoła Prawosławnego Czech i Słowacji stanął arcybiskup preszowski Rościsław, jednak jego wybór nie został uznany przez wszystkie Cerkwie autokefaliczne. Kryzys i podziały w Kościele trwały do 2016, kiedy Patriarchat Konstantynopolitański ostatecznie uznał kanoniczność wyboru Rościsława na metropolitę ziem czeskich i Słowacji.